# Saint-Eusèbe, Saône-et-Loire
Saint-Eusèbe este o comună în departamentul Saône-et-Loire, Franța. În 2009 avea o populație de 1.089 de locuitori.

## Evoluția populației
| An        | 1975 | 1982 | 1990  | 1999  | 2006  | 2009  |
| --------- | ---- | ---- | ----- | ----- | ----- | ----- |
| Populație | 707  | 972  | 1.032 | 1.065 | 1.085 | 1.089 |